# Дан-Бланш
Дан-Бланш (фр. Dent Blanche) — вершина в Пеннинских Альпах в Швейцарии в кантоне Вале. Высота вершины составляет 4357 метров над уровнем моря (12 место среди альпийских вершин с относительной высотой более 100 метров). Первое восхождение на вершину совершили Томас Стюарт Кеннеди, Уильям Виграм, Йохан Крониг и Жан-Батист Кроз 18 июля 1862 года.

## Происхождения названия
В дословном переводе с французского языка Dent Blanche означает Белый Зуб. Однако вершина Дан-Бланш почти не содержит снега и ледников, в атласе Вёрла от 1842 года она даже была названа Dent Noire (Чёрный зуб). Предположительно, произошла путаница в названиях с другой вершиной, ныне известной как Дан-д'Эран, расположенной рядом. Северная стена этой вершины покрыта снегом и ледниками. Местные жители из кантона Вале называли видимую бесснежную вершину Дан-д’Эран, тогда как скрытую за ней Дан-Бланш. Но при нанесении на карты названия поменяли местами, что породило путаницу. Причиной этому могло также быть то, что на старых картах область, в которых расположены обе вершины, называлась одним словом Weisszahnhorn (в переводе с немецкого Пик Белый Зуб). Существующие имена вершин являются официальными после выхода карты Дюфура в 1862 году.

## Физико-географические характеристики

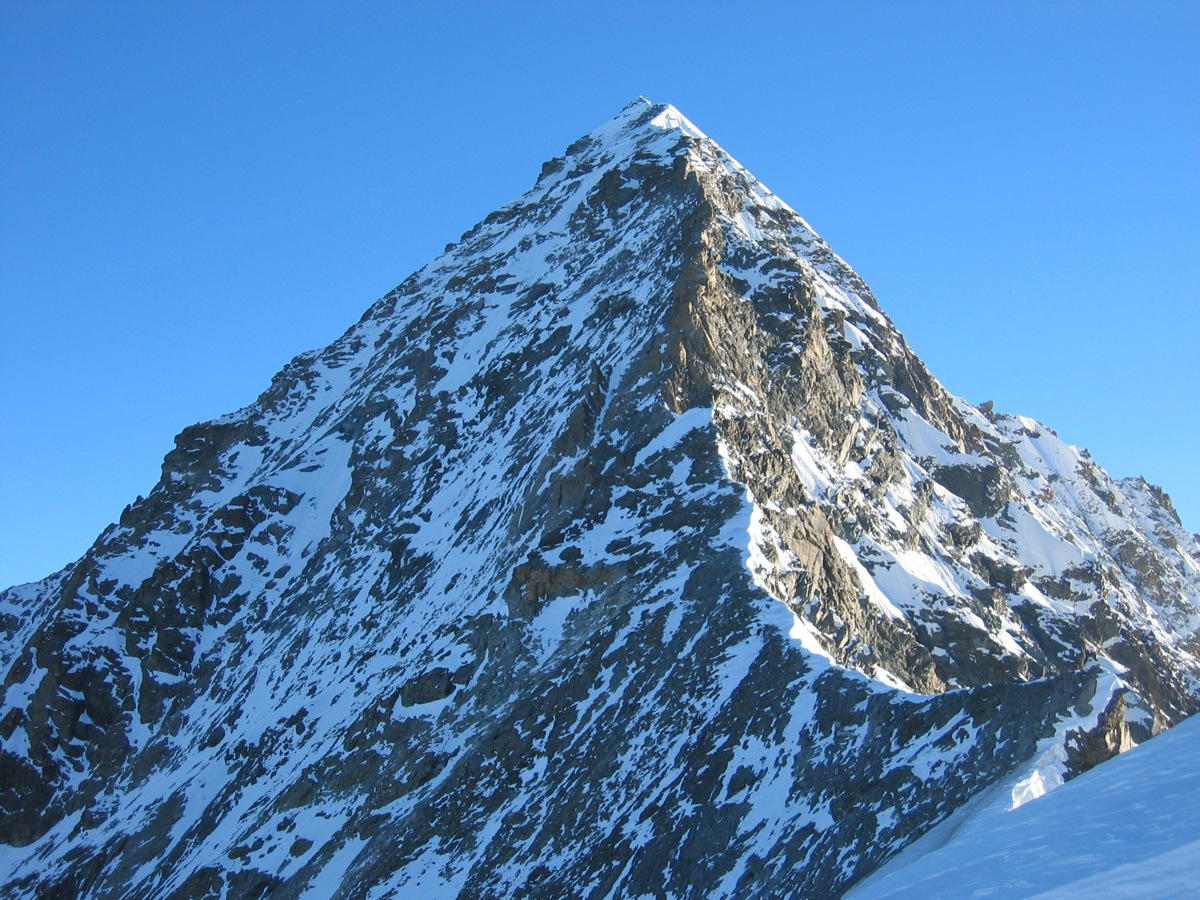
Южный гребень

Вершина Дан-Бланш имеет форму четырёхсторонней пирамиды с крутыми гребнями, окружённой ледниками. Северо-восточная стена (также её называют северной стеной) возвышается над ледником Гран-Корнье, который является частью ледника Циналь. С юго-восточной стены стекает ледник Щёнбиль (Schönbiel) — часть ледника Змютт (Zmutt). Юго-западная стена примыкает к леднику Манзет (Manzettes), северо-западная стена Дан-Бланша возвышается над одноименным ледником. Сама вершина практически свободна от ледников.

## История восхождений
Первое восхождение на вершину было совершено по южному гребню, который считается наиболее простым из всех четырёх. Первую попытку восхождения по нему предпринял 12 июля 1862 года американец Томас Стюарт Кеннеди вместе с проводником Петером Таугвальдером и его сыном, однако они не смогли достичь вершины. Спустя 6 дней, 18 июля 1862 года, Кеннеди предпринял ещё одну попытку взойти на вершину вместе с Уильямом Виграмом и проводниками Йоханом Кронигом и Жан-Батистом Крозом, которая завершилась удачно, несмотря на неблагоприятные погодные условия.

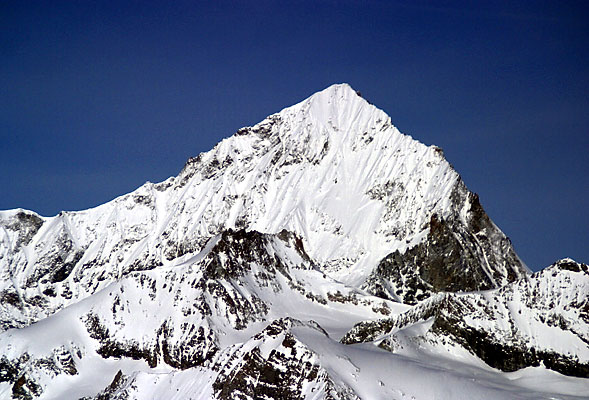
Северная стена Дан Бланша

Восточный гребень впервые был пройден 11 августа 1882 года Дж. Стэффордом Андерсоном, Джорджем Байкером и проводниками Алойсом Поллингером и Ульрихом Альмером. В том же году Поллингер спустился по западному гребню. Первое восхождение по западному гребню совершил он же вместе со своим клиентом Вальтером Гробли. 28 августа 1889 года во время восхождения почти полностью погибла группа альпинистов в составе Оуна Гленна Джонса, Ф. В. Хилла и троих проводников. Один из проводников поскользнулся, в результате чего все, кроме Хилла, упали в пропасть. Хилл продолжил восхождение в одиночку и достиг вершины, но вернуться в Церматт смог только двое суток спустя.
Северный гребень — самый короткий и сложный, был пройден в 1928 году супругами И. А. Ричардсом и Дороти Пилли вместе с проводниками Джозефом и Антуаном Джорджесами.
Первое восхождение по северной стене совершили К. Шнейдер и Ф. Сингер 26 и 27 августа 1932 года. Они прошли стену левее её основания. Диретиссиму северной стены прошли 12 июля 1966 года Мишель и Ивета Вайчер.
Первое зимнее восхождение по северному гребню было совершено П. Креттацем и Дж. Гаудином 2 марта 1963 года.
Первое зимнее одиночное восхождение по северной стене совершил К. Бурниссен в 1968 году.

## Маршруты восхождений
На горе расположено 4 приюта. Классический маршрут проходит по южному хребту через приют Дан-Бланш, который является самым высокогорным приютом Швейцарского альпийского клуба на территории Швейцарии (3507 метров над уровнем моря), и имеет категорию IV по классификации UIAA (или категорию AD по классификации IFAF). Остальные маршруты также сложные (все имеют категории IV—V по категории UIAA, или D/D+ по категории IFAF).

## Комментарии
1. ↑  Диретиссимой в альпинизме называют кратчайший путь к вершине по прямой.